# Viva! Tour
A VIVA! Tour Thalía második összefüggő koncertsorozata volt az Amerikai Egyesült Államokban és Mexikóban 2013. március 24. és április 27. között. A koncertek repertoárját a régebbi nagy slágerek mellett a 2009-es Primera fila és a 2012-es Habítame siempre című albumok dalai alkották. A turné keretében Thalía összesen öt – négy egyesült államokbeli és egy mexikói – helyszínen hét koncertet adott.
A mexikóvárosi Nemzeti Auditóriumban tartott koncertekből CD+DVD, majd blu-ray is készült Viva Tour en vivo címmel, amelyet 2013. novemberben jelentetett meg a Sony Music México kiadó.

## Helyszínek és időpontok
A VIVA! Tour állomásai és időpontjai az alábbiak voltak.
- Chicago (USA), The Vic Theatre – 2013. március 24.
- Los Angeles (USA), Wiltern Theatre – 2013. március 26. és 28.
- Houston, Texas (USA), Arena Theater – 2013. március 30.
- New York (USA), Best Buy Theater – 2013. április 3.
- Mexikóváros (Mexikó), Auditorio Nacional – 2013. április 26–27.

## Fordítás
- Ez a szócikk részben vagy egészben  a   Viva! Tour című angol Wikipédia-szócikk fordításán alapul.  Az eredeti cikk szerkesztőit annak laptörténete sorolja fel. Ez a jelzés csupán a megfogalmazás eredetét és a szerzői jogokat jelzi, nem szolgál a cikkben szereplő információk forrásmegjelöléseként.